# Rierol de Vila Vella
El Rierol de Vila Vella és un corrent fluvial de les Osona, que desemboca a el Ges.